# 조선민주주의인민공화국 농업위원회
{{출처 필요}}
농업성(農業省) 또는 농림성(農林省)는 농산, 축산, 농촌 개발, 식량, 농지, 수리, 축산, 잠업에 관한 사무를 관장하는 조선민주주의인민공화국의 내각 중앙행정기관이다.
추곡 수매, 조정에 관련된 업무는 수매량정성으로 이관되었다.

## 연혁
- 1948년 9월 2일 농림성 설치
- 수매량정국이 수매량정성으로 승격, 분리됨
- 1957년 9월 20일 농업성으로 명칭 변경
- 1962년 10월 23일 농업위원회로 명칭 변경
- 1998년 농업성으로 명칭 변경
- 2021년 농업위원회로 명칭 변경

## 조직
- 수리위원회
- 영림위원회
- 경지조사총국
- 량곡관리총국
- 방재총국
- 식량생산총국
- 식량정책총국
- 도농산국
- 농업성 협동농장경영위원회
  - 산하 도,시,군 협동농장경영위원회
- 도농촌경리위원회

## 역대 상, 부상

### 역대 농업상
- 박문규 1948년 9월 2일 ~ , 농림상
- 김일 1954년 3월 ~ , 부총리 겸직
- 한전종 1957년 9월 20일 ~ 1959년, 농업상

- 김만금 1962년 12월 23일 ~ , 위원장
- 김만금 1967년 12월 16일 ~

- 리하섭 1998년 9월 1일 ~

- 김창식 2001년 2월 ~ 2003년 7월
- 리경식 2003년 7월 ~ 2003년 9월
- 리경식 2003년 9월 ~ 2009년 1월
- 김창식 2009년 1월 ~ 2009년 3월 30일
- 황민(서리) 2009년 4월 1일 ~ 2009년 4월 9일
- 김창식 2009년 4월 9일 ~ 2011년 1월
- 리경식 2011년 1월  ~ 2012년 10월
- 황민 : 2012년 10월 ~ 2013년 4월
- 리철만 : 2013년 4월 ~ 2016년 6월
- 고인호 : 2016년 6월 ~ 2021년 1월
- 주철규 : 2021년 1월 ~

### 역대 부상
- 한전종

- 강봉석 1952년 ~

- 김재욱 ? ~ 1956년 8월

- 조훈 ? ~ 1959년
- 최봉세 ? ~ 1959년

- 김영숙(金英淑) 1996년 4월 ~ 1998년 9월 1일, 부위원장
- 김영숙(金英淑) 1998년 9월 2일 ~ 2004년 12월, 부상
- 김창식 1998년 9월 2일 ~ 2001년 2월, 부상

- 문응조(文應祖) 2004년 12월 ~ 2008년
- 김광호 2004년 12월 ~ 2008년

- 김창식 2006년 10월 ~ 2009년 1월
- 리철만 2012년 10월 ~ 2013년 4월
- 황민 2013년 4월 ~ , 세포지구 축산경리위원장 겸직
- 고명희 2015년 ~

### 역대 제1부상
- 김창식 1997년 10월 ~ 1998년 9월, 1부위원장
- 김창식 1998년 9월 2일 ~ 2001년 2월, 제1부상

### 역대 부부상
- 리원중, 1998년 9월 2일 ~ ,
- 윤원순, 2000년 ~

- 조인호 2005년 ~

- 정선 2013년 ~
- 고명희 2014년 ~ 2015년

## 산하 기관
- 농업위원회
- 식산증산위원회
- 식산조합